# Anatolij Basistow
Anatolij Gieorgijewicz Basistow (ros. Анатолий Георгиевич Басистов, ur. 23 października 1920 w Saratowie, zm. 16 września 1998 w Moskwie) – radziecki inżynier i konstruktor, specjalista w zakresie automatyki systemów radiotechnicznych, generał porucznik lotnictwa.

## Życiorys
W 1938 skończył szkołę średnią i do 1941 studiował w Moskiewskim Instytucie Energetycznym, po ataku Niemiec na ZSRR został powołany do Armii Czerwonej. W 1944 ukończył Leningradzką Akademię Wojskowo-Powietrzną, w latach 1944-1947 był pomocnikiem szturmana (nawigatora) ds. radiolokacji, a w latach 1947-1950 starszym inżynierem 5 Zarządu Sił Powietrznych, od 1945 należał do WKP(b). Od 1950 do 1954 pracował w Biurze Konstruktorskim-1 (KB-1) jako kierowniczy inżynier, szef sektora i zastępca naczelnika biura. Następnie w latach 1954-1958 zastępcą głównego konstruktora systemu obrony przeciwlotniczej S-25 i szef oddziału OKB-30 (Specjalnego Biura Konstruktorskiego-30) w KB-1, prowadził testy systemów radiotechnicznych na poligonach, kierował opracowaniem systemu obrony przeciwlotniczej Leningradu, od 1968 pracował w OKB "Wympieł" jako naczelnik Centrum Naukowo-Technicznego. 
W 1979 został głównym konstruktorem, a w 1985 generalnym konstruktorem i kierownikiem naukowo-technicznym Naukowo-Badawczego Instytutu Budowy Przyrządów Radiowych, w 1984 otrzymał stopień generała porucznika lotnictwa. Od 1967 był doktorem nauk technicznych, a w 1989 profesorem. Napisał 87 prac naukowych, w tym dwie monografie. W 1993 i 1994 był jednym z organizatorów i współprzewodniczącym I i II Międzynarodowej Konferencji Problemów Obrony przed Rakietami Balistycznymi. Został pochowany na Cmentarzu Trojekurowskim.

## Odznaczenia i nagrody
- Medal „Sierp i Młot” Bohatera Pracy Socjalistycznej (19 września 1968)
- Order Lenina (19 września 1968)
- Order Wojny Ojczyźnianej I klasy (11 marca 1985)
- Order Czerwonego Sztandaru Pracy (20 kwietnia 1956)
- Nagroda Państwowa Federacji Rosyjskiej (1997)
- Order Czerwonej Gwiazdy (30 grudnia 1956)
- Medal „Za zasługi bojowe” (20 kwietnia 1953)

I inne.